# Comblain-au-Pont
Comblain-au-Pont (in vallone Comblin-å-Pont) è un comune del Belgio facente parte della Comunità francofona del Belgio, situato nella Regione Vallonia, nella provincia di Liegi, alla confluenza del fiume Amblève con l'Ourthe.
Conta al 1º luglio 2004 5.294 abitanti (2.514 uomini e 2.780 donne) per una superficie di 22,64 km².
Nel comune sono presenti le grotte di Comblain-au-Pont che costituiscono un rifugio ideale per i pipistrelli.

## Località
- Poulseur
- Mont
- Sart
- Oneux
- Geromont
- Hoyemont
- Pont-de-Scay
- Halleux